# طواري مدلول
طواري مدلول لاعب كرة قدم كويتي سابق، لعب مع نادي النصر الكويتي وقد مثل منتخب الكويت للناشئين والشباب والمنتخب الأولمبي.
وكانت مباراة اعتزلة امام نادي القادسية الكويتي
وانتقل بعدها الي العمل الإداري.
وبعدها انتقل لكي يعمل مدير لمنتخب الكويت للشباب في 2006.